# Muresul Targu Mures
El Muresul Targu Mures fue un equipo de fútbol de Rumania que alguna vez jugó en la Liga I, la primera división de fútbol en el país.

## Historia
Fue fundado en el año 1921 en la ciudad de Targu Mures con el nombre SS Muresul Targu Mures y su nombre se debía al río Mures. Dos años después se fusiona con el CFR Targu Mures, equipo integrado por empleados ferroviarios de la ciudad y pasó a llamarse CFR Muresul Targu Mures, y en ese año lograron ganar el título de distrito y jugaron por primera vez el torneo nacional, en donde fueron eliminados en las semifinales por el eventual campeón Chinezul Timisoara con marcador de 0-9.
Al terminar la temporada la fusión se disuelve y el club se vuelve independiente con el nombre CS Muresul Targu Mures, ganando el título del centro de Rumania en 1932, clasificando a la fase nacional en la que fue eliminado por el eventual campeón UD Resita con marcador de 2-8. En 1933/34 juega por primera y única vez en la Liga I bajo el formato de liga divisional, en la que termina en séptimo lugar entre 8 equipos del grupo B y desciende a la Liga II.
El club durante la Segunda Guerra Mundial, y en 1944 nace el ASM Targu Mures, equipo que finalmente se convertiría en el CS Târgu Mureş, club que incluiría a los mejores jugadores de la ciudad.
El club es refundado en 1959 bajo el nombre Vointa Targu Mures, pero dos años después el club cambia su nombre por su denominación original, desapareciendo en 1964 luego de fusionarse con el ASA 1962 Târgu Mureș.

## Palmarés
- Liga II: 1

1938/39
- Liga del Centro de Rumania: 1

1932
- Liga de Targu Mures: 1

1923

## Nombres
| Nombre                 | Periodo   |
| ---------------------- | --------- |
| SS Mureş Târgu Mureş   | 1921–1923 |
| CFR Mureş Târgu Mureş  | 1923–1924 |
| CS Mureşul Târgu Mureş | 1924–1940 |
| Voinţa Târgu Mureş     | 1959–1962 |
| CS Mureşul Târgu Mureş | 1962–1964 |